# Acca macrostema
Acca macrostema jedna od tri biljne vrste u rodu Acca, porodica mirtovki. Raste u Peruu i bolivijskom departmanu Cochabamba
. Nanofanerofit
Bazionim je Psidium macrostemum Ruiz & Pav. ex G. Don.

## Sinonimi
- Acca domingensis O. Berg
- Acca domingensis var. angustifolia O.Berg
- Acca domingensis var. latifolia O.Berg
- Eugenia acka DC.
- Myrtus eugeniiflora Kunth ex O.Berg
- Psidium macrostemum Ruiz & Pav. ex G.Don